# VfR Mannheim
Verein für Rasenspiele Mannheim 1896 e.V. é uma agremiação esportiva alemã, fundada em 1896, sediada na cidade de Mannheim, em Baden-Württemberg. Atualmente milita na Verbandsliga Baden, chave que pertence à sexta divisão do Campeonato Alemão.
A equipe sempre atuou em nível amador, embora se exclua um período entre os anos 1920 e os anos 1940, nos quais militou na máxima divisão.

## História

### Primeiros anos
A sociedade atual nasceu, em 1911, da fusão entre o Mannheimer FG 1896, Mannheimer FG 1897 Union e FC Viktoria 1897 Mannheim e todas faziam parte da VSFV (Verband Süddeutscher Fussball Vereine - Federação das sociedades alemãs do sul). O clube venceu o seu primeiro campeonato local na temporada 1924–1925, mas foi eliminado na primeira fase pelo TuRU Düsseldorf.

### O sucesso entre os anos 30 e 40
Em 1933, o regime nazista reorganizou o futebol alemão em dezesseis máximas divisões, as chamadas Gauligas, e o VfR Mannheim foi remanejado à Gauliga Baden. Durante esses dez anos, a equipe ofereceu boas apresentações, vencendo a própria Gauliga por cinco vezes nas temporadas 1934–1935, 1937–1938, 1938–1939, 1942–1943 e 1943–1944, mas o melhor resultado em nível nacional ocorreu em 1943 com a eliminação nas quartas de final pelo FV Saarbrücken, futuro finalista.

### O pós-guerra e a vitória no campeonato alemão
Terminada a Segunda Guerra Mundial, o Mannheim começou a jogar a Oberliga Süd, na qual obteve resultados discretos até a vitória no campeonato da antiga Alemanha Ocidental na temporada 1948–1949. Naquela temporada o clube terminou no segundo lugar na Oberliga, a nove pontos de distância do Kickers Offenbach posição suficiente para passar ao play-off nacional. Nas quartas de final, porém, o VfR venceu o Hamburgo por 5 a 0. Na semifinal derrotou o Kickers Offenbach por 2 a 1 e na final bateu o Borussia Dortmund por 3 a 2 na prorrogação.
No campeonato alemão ocidental da temporada 1949–1950 a agremiação terminou o seu caminho nas quartas de final, derrotada por 2 a 1 pelo Preußen Dellbrück.

### De 1963 até hoje
O clube passou a jogar a Regionalliga Süd, em 1963, ano da criação da Bundesliga. Em 1971, caiu para a Amateurliga Nordbaden. Embora tenha tido contínuos problemas financeiros rechaçou as propostas de união com o Waldhof Mannheim. As dificuldades se agravaram em 2003 quando a federação relegou o time à Verbandsliga Nordbaden (V). Em 2004, a equipe venceu a sua chave no campeonato e foi promovida à Oberliga Baden-Württemberg, na qual então milita.

## Títulos
| - Campeão Alemão - Vencedor: 1949 - Campeão alemão do sul - Vencedor: 1925 - Campeonato Amador Alemão - Vice-campeão: 1996 - Westkreis-Liga (I) - Campeão: (4) 1910, 1911, 1913, 1914 - Kreisliga Odenwald (I) - Campeão: 1922 - Vice-campeão: (2) 1920, 1921 - Bezirksliga Rhein (I) - Campeão: (2) 1925, 1926 - Vice-campeão: (2) 1924, 1927 - Gauliga Baden (I) - Campeão: (5) 1935, 1938, 1939, 1943, 1944 - Vice-campeão: (3) 1934, 1937, 1940 - Oberliga Süd (I) - Vice-campeão: 1949 - Oberliga Baden-Württemberg (III-V) - Vice-campeão: 1985, 2012 - Amateurliga Nordbaden (III) - Campeão: (2) 1973, 1976 - Verbandsliga Nordbaden (V) - Campeão: 2004 - Vice-campeão: 2011 | - Southern German Cup - Campeão: 1959 - North Baden Cup - Campeão: 1972, 1997, 2001 - Vice-campeão: 2004 |

### Outros esportes
- O clube foi campeão alemão no basebol em 1965, 1966 e 1970.

## Cronologia recente
| Temporada | Divisão                    | Módulo | Posição |
| 1999–2000 | Regionalliga Süd           | III    | 3°      |
| 2000–01   | Regionalliga Süd           | III    | 8°      |
| 2001–02   | Regionalliga Süd           | III    | 9° ↓    |
| 2002–03   |                            |        |         |
| 2003–04   | Verbandsliga Nordbaden     | V      | 1° ↑    |
| 2004–05   | Oberliga Baden-Württemberg | IV     | 12°     |
| 2005–06   | Oberliga Baden-Württemberg | IV     | 10°     |
| 2006–07   | Oberliga Baden-Württemberg | IV     | 15°     |
| 2007–08   | Oberliga Baden-Württemberg | IV     | 16°     |
| 2008–09   | Oberliga Baden-Württemberg | V      | 16° ↓   |
| 2009–10   | Verbandsliga Nordbaden     | VI     | 4°      |
| 2009–10   | Verbandsliga Nordbaden     | VI     | 2° ↑    |
| 2011–12   | Oberliga Baden-Württemberg | V      | 2°      |
| 2012–13   | Oberliga Baden-Württemberg | V      |         |

1. ↑  fussballdaten.de